# Rue Corneille (Nantes)
Pour les articles homonymes, voir Rue Corneille.
La rue Corneille est une voie de Nantes, en France.

## Situation et accès
Située dans le centre-ville de Nantes, la rue Corneille, qui relie la place Graslin (à l'angle avec la rue Racine) à la rue Scribe, est pavée et fait partie d'un secteur piétonnier. Elle ne croise aucune autre voie.

## Origine du nom
La dénomination de la voie est un hommage à Pierre Corneille (1606-1684), dramaturge et poète français.

## Historique

### Cinéma Katorza

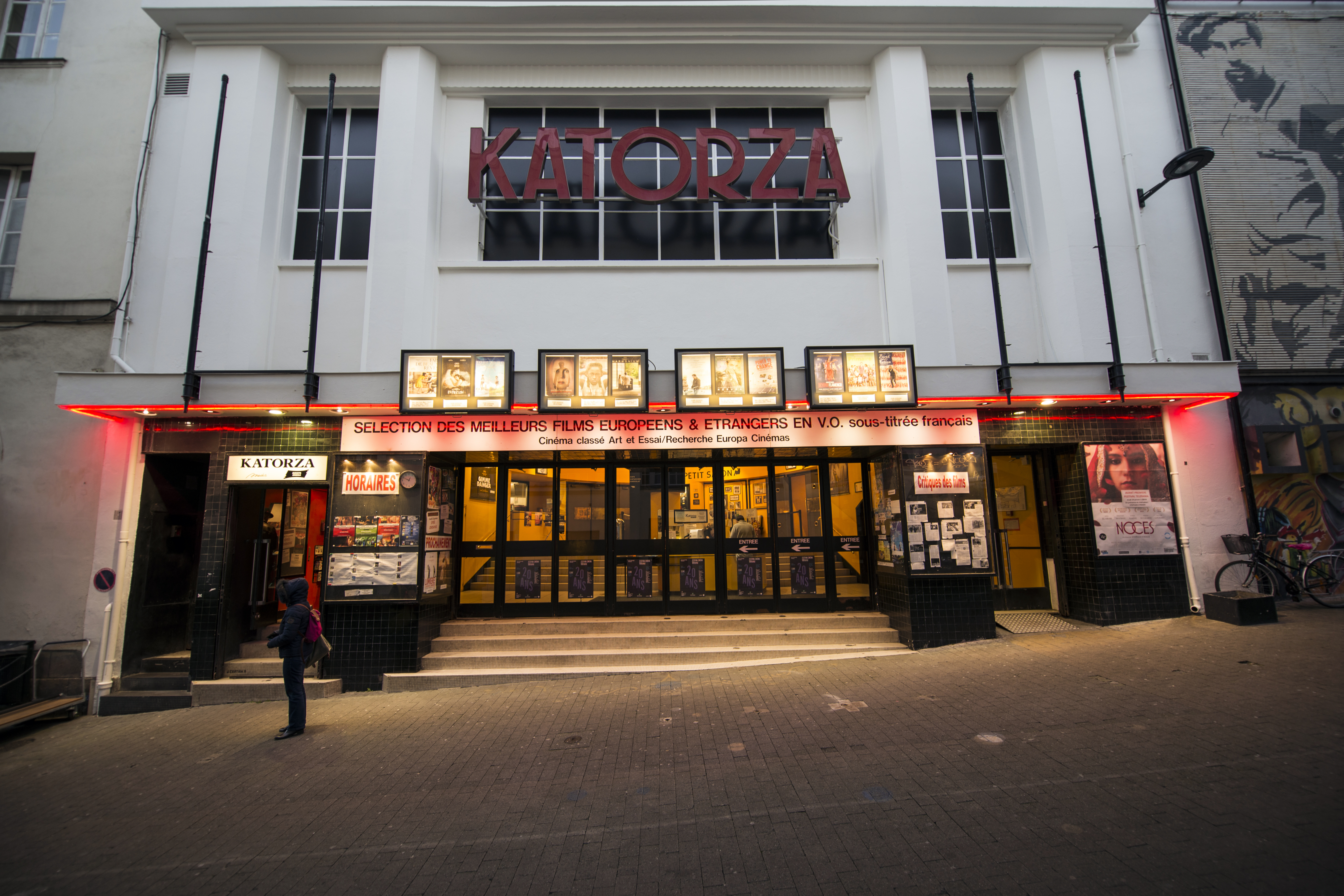
Le cinéma Katorza en janvier 2017.

Le « cinéma Katorza » est créé par Salomon Kétorza (1863-1928), originaire de Tunisie, qui arrive à Nantes en 1898 avec un cinéma ambulant qui ne passe pas inaperçu : transporté par train avec 14 wagons, il comporte 6 écrans géants, une salle de 27 mètres de long sur 8 mètres de large, un orgue pour remplacer les 140 musiciens et un moteur équivalent à 50 chevaux. Ensuite, après avoir loué et transformé la salle de spectacle de l'Appollo, rue Racine, en cinéma, Kétorza achète en 1920 une autre salle de spectacle, l'« Élysée Graslin » (appelé successivement « Petit Casino », « Cinéma Théâtre Variétés » et « Femina ») située au numéro 3 de la rue, qu'il transformera en café-concert rebaptisé « Katorza », le 4 juin 1920,.
Lors de la Seconde Guerre mondiale, la rue est touchée par le bombardement du 16 septembre 1943. Le cinéma Katorza est détruit ; il est rebâti après-guerre et ouvre de nouveau ses portes en 1951. Dans les années 1980, le Katorza est transformé en un complexe de 6 salles qui, à partir de 1995, se consacre essentiellement au cinéma d’Art et Essai.

## Bâtiments remarquables et lieux de mémoire
Le cinéma sert de décor une scène du film Lola de Jacques Demy, sorti en 1961.